# Rhydderch Hael
Rhydderch Hael ['ŗəðerx hail], auch Riderch I. of Alt Clut (bl. 580; † um 614), ist der Name eines historischen Fürsten von Alt Clut (einer Region im heutigen Strathclyde in Schottland). Dieses britannische Königreich lag zur nachrömischen Zeit im Tal des River Clyde.

## Geschichte und Mythologie
Riderch I. war einer der bekanntesten Könige im Hen Ogledd (dem „Alten Norden“), der britonisch sprechenden Gegend des heutigen Südschottlands und Nordenglands. Er wird in einigen mittelalterlichen Werken in Kymrisch und Lateinisch genannt, zum ersten Mal im Amra Choluim Chille („Lobpreis Colum Cilles“). Sein Vater und vor ihm herrschender König war vermutlich Tutagual of Alt Clut, der in Aelred von Rievaulx’ Vita Sancti Niniani erwähnt wird. Riderchs Familie kommt auch im Y Gododdin und in den Trioedd Ynys Prydein („Die Triaden der Insel Britannien“) vor. Hier wird Rhydderch Hael einer der „drei großzügigsten Männer Britanniens“ genannt. In einem Gedichtfragment wird sein Schwert Dyrnwyn („mit dem weißen Griff“) zu den legendären „dreizehn Schätzen der Insel Britannien“ gezählt. Wenn es ein edel geborener Mann verwendet, verwandelt sich seine Klinge in eine Flamme.

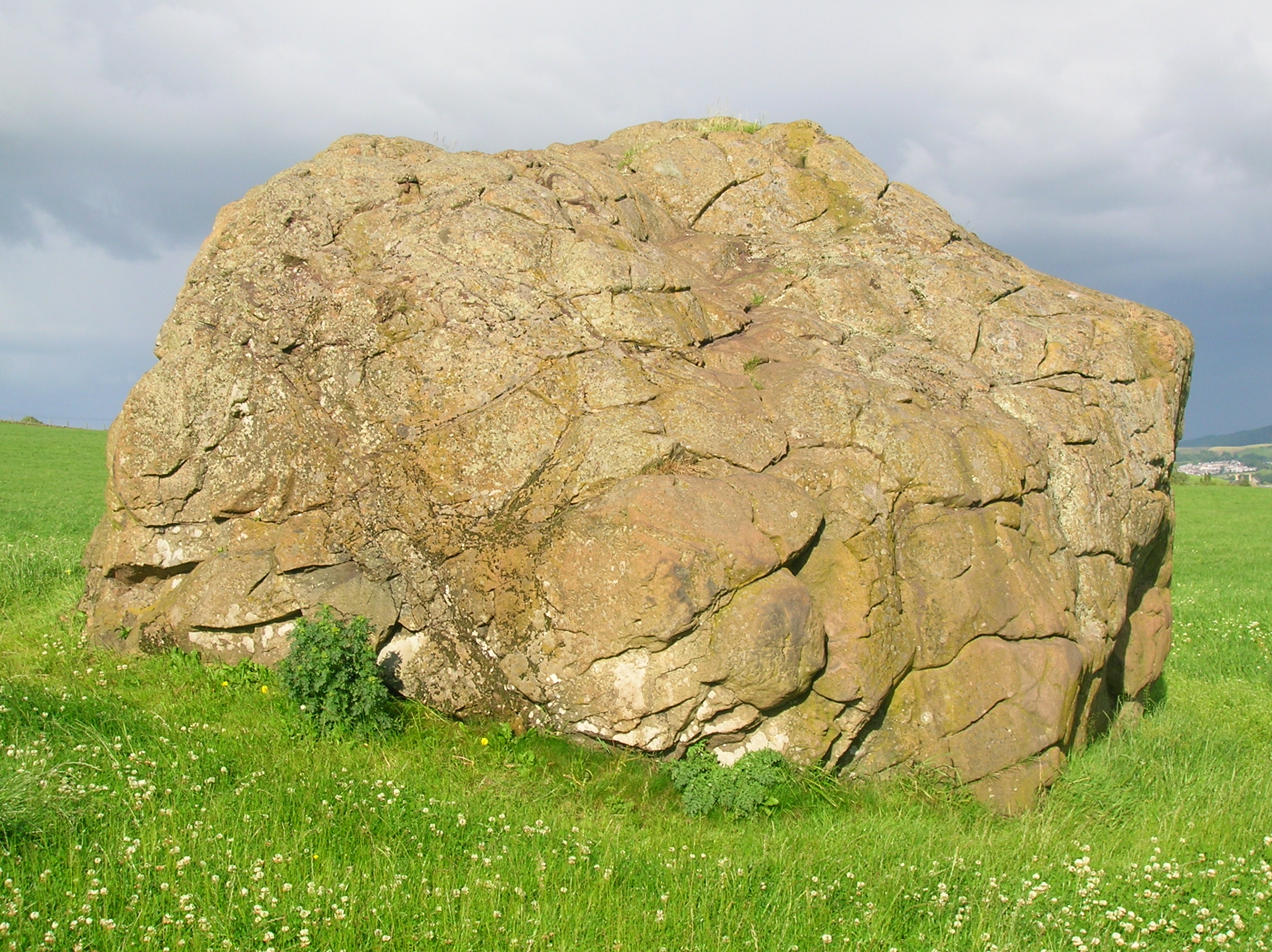
Clochoderick Rock in Renfrewshire; angebliches Grab Rhydderch Haels

Er führte auch gemeinsam mit anderen Herrschern des Hen Ogledd einen Krieg gegen das Fürstentum Gwynedd. In der Historia Brittonum („Geschichte der Briten“) wird berichtet, dass er zusammen mit drei anderen Königen, darunter Urien von Rheged und Cynon fab Clydno, gegen die Angeln kämpfte, die in Northumbria ansässig waren. Ebenfalls in den Trioedd Ynys Prydein wird Rhydderchs Niederlage im Krieg gegen das gälische Königreich Dalriada und die darauf folgende Vergeltung als eine der „drei zügellostesten Verwüstungen der Insel Britannien“ bezeichnet.
Nach den Englynion y Beddeu („Die Strophen der Gräber“) befindet sich sein Grab in Abererch auf der Lleyn-Halbinsel (Pen Llŷn) in Nordwest-Wales, eine andere Grabstätte wird in Renfrewshire, Schottland, gezeigt.
Nicht für Rhydderch Hael, sondern für Rhydderch ab Ieuan Llwyd (um 1325–1400) aus Ceredigion wurde das Llyfr Gwyn Rhydderch („Das Weiße Buch des Rhydderch“) kopiert.